# Île Mystère
L'île Mystère est une île rocheuse de l'archipel de Pointe-Géologie (terre Adélie), situé en mer Dumont-d'Urville au large du continent antarctique.

## Description
L'île est située à quelques centaines de mètres au nord de l'île du Gouverneur.